# Olof Dahlbeck
Carl Olof (Olle) Dahlbeck, född 15 maj 1884, död 11 oktober 1930 i Göteborg, var en svensk flygpionjär, marinofficer och senare industriledare.
Dahlbeck försökte omkring 1910 lära sig att flyga hos Hjalmar Nyrop på Ljungbyhed, något som inte gick särskilt bra med den självlärde flygaren som själv inte var särskilt skicklig i att hantera flygplan. Dahlbecks svärfar Otto Emil Neumüller donerade då ett flygplan av typen Nyrop-Blériot till Kungliga Flottan med villkor att staten svarade för kostnaden för hans flygutbildning utomlands. Han studerade flyg vid Claude Grahame-Whites flygskola i ett Farman biflygplan vid Hendon England, fick Internationellt aviatörsdiplom nr. 120 29 augusti 1911 och fick Svenskt aviatördiplom nummer 3. Dahlbeck genomför den första militära flygningen i Sverige 3 februari 1912. Han köpte den 29 augusti samma år ett privat flygplan (Bristol Boxkite) som han använde till rundflygningar runt Stockholm. Senare samma år köpte han även ett snappar Sommerflygplan. Under sommaren 1912 hade han en egen flygskola i Falsterbo. Han slog svenskt distansrekord och utförde en postflygning med tidningar då han levererade 2000 exemplar av Dagens Nyheter till Uppsala 29 augusti 1912. Den brukar ibland framhållas som den först leveranspostflygningen, men Hugo Sundstedt hade redan 20 juni 1912 genomfört en transport av Helsingborgs Dagblad från Helsingborg till Ljungbyhed, och en postflygning ade genomförts i Eslöv redan 1 juni 1912. Mest känd blev han dock för Barnens Dag-flygningarna i september 1912. I samband med flygningarna 21 september pressade en kastvind ned Dahlbecks Bristolplan mot marken, och det kraschade i ett dike. Dahlbeck klarade sig utan skador men flygplanet blev allvarligt skadat att han i stället fick använda sitt Sommerflygplan under flygningarna följande dag. Dagen därpå kraschade hans flygplan på Värtan, och fick bärgas av en motorbåt. De närmaste dagarnas flygningar fick ställas in, en kortare flygning fick genomföras 26 september med motorn från flygplanet som kraschat i Värtan och det reparerade flygplanet från kraschen 21 september.
Dahlbeck var chef för flygskolan vid marinens flygväsen 1914–1919. På våren 1919 utnämndes Dahlbeck till överste och generalinspektör över det litauiska flygvapnet. Han kom som landets första flygvapenchef att stanna i Litauen i 6 månader, under vilken tid han - tillsammans med den brittiske majoren Carr och deras litauiske kollega Vincas Gavelis - lyckades skapa ett litet litauiskt flygvapen bestående av f.d tyska Fokker-flygplan.